# Wald-Witwenblume
Die Wald-Witwenblume (Knautia dipsacifolia), auch Wald-Knautie genannt, ist eine Pflanzenart aus der Gattung Witwenblumen (Knautia) in der Unterfamilie der Kardengewächse (Dipsacoideae).

## Beschreibung

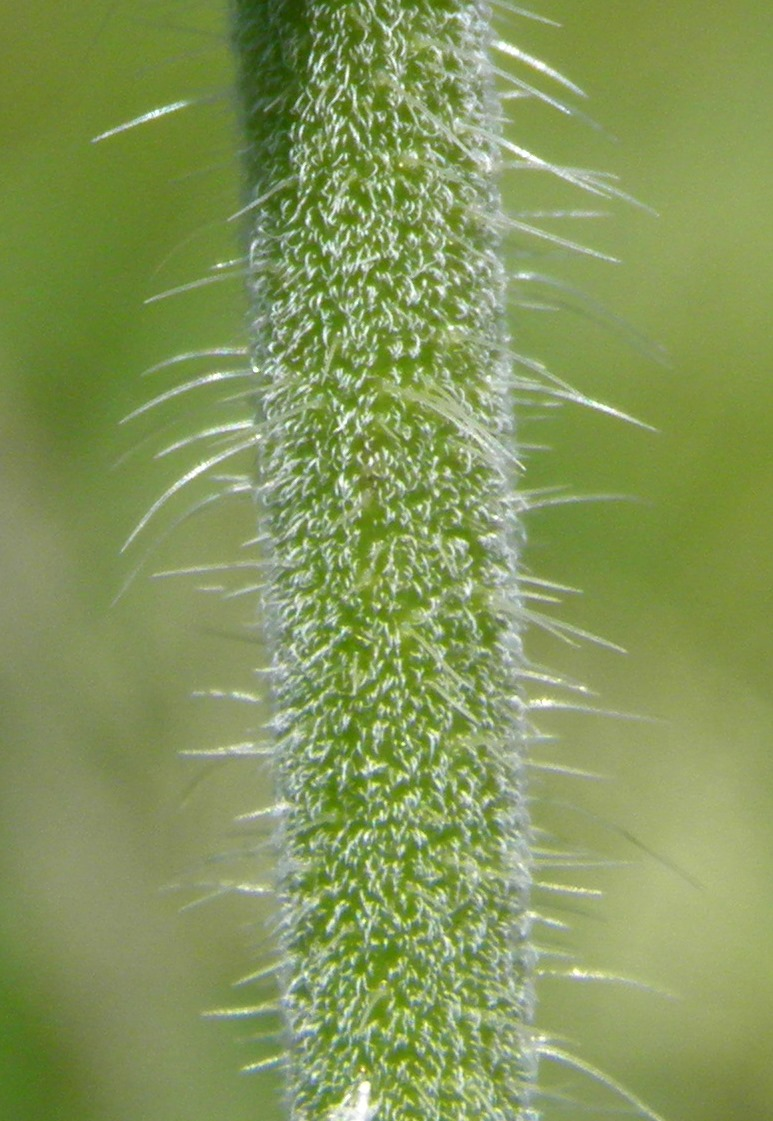
Stängel mit Indument

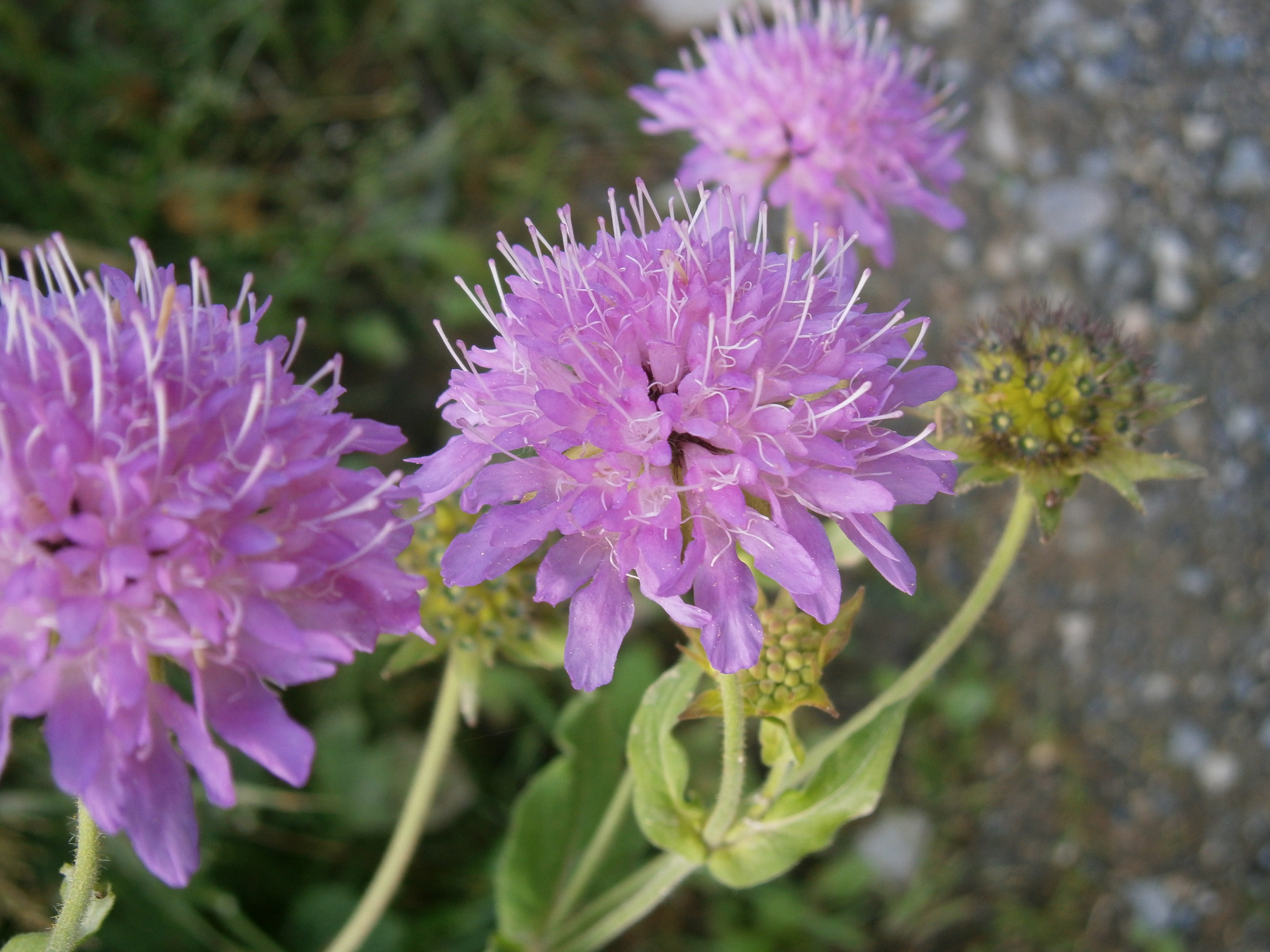
Blütenköpfe

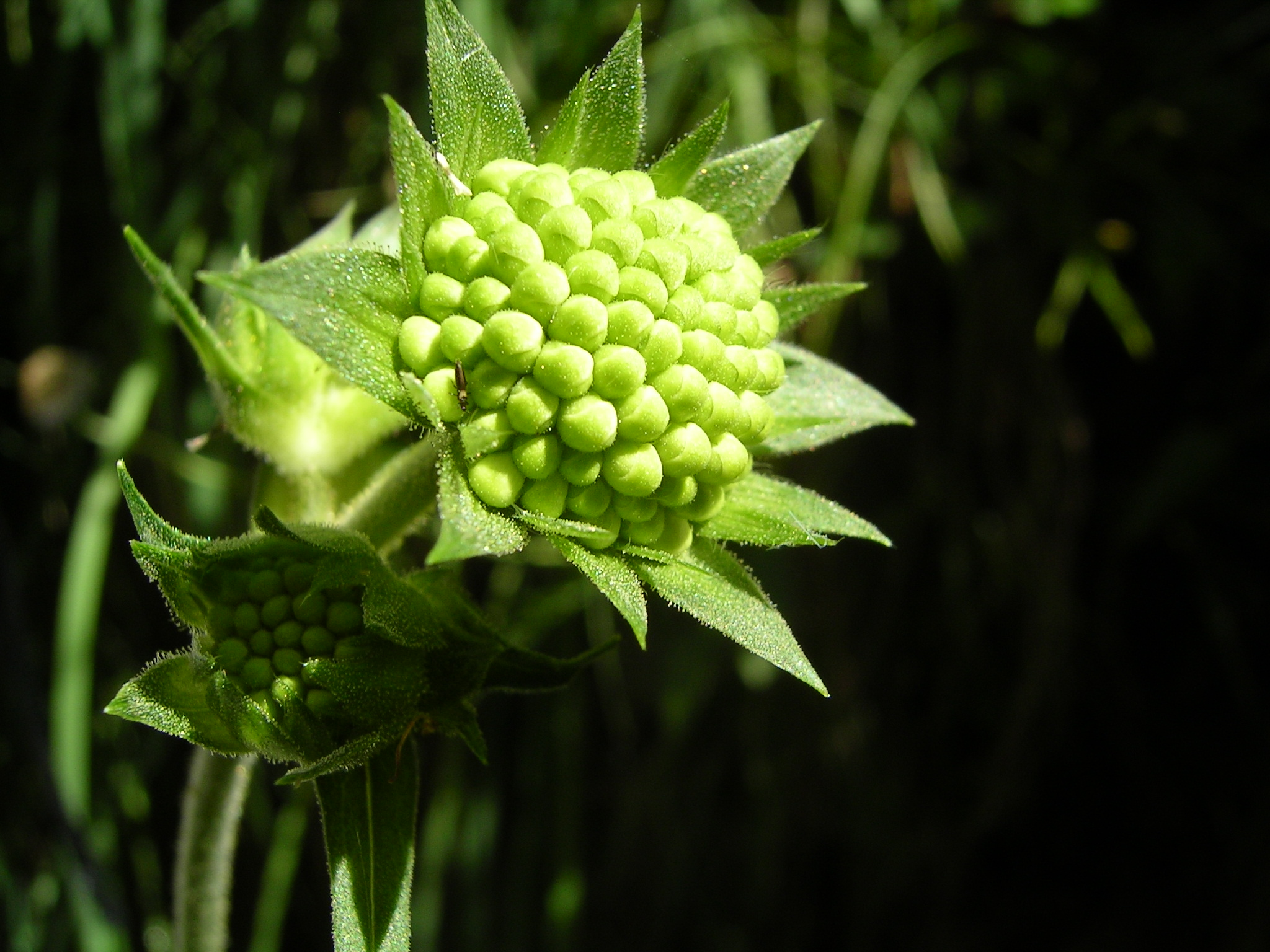
Knospiger Blütenkorb

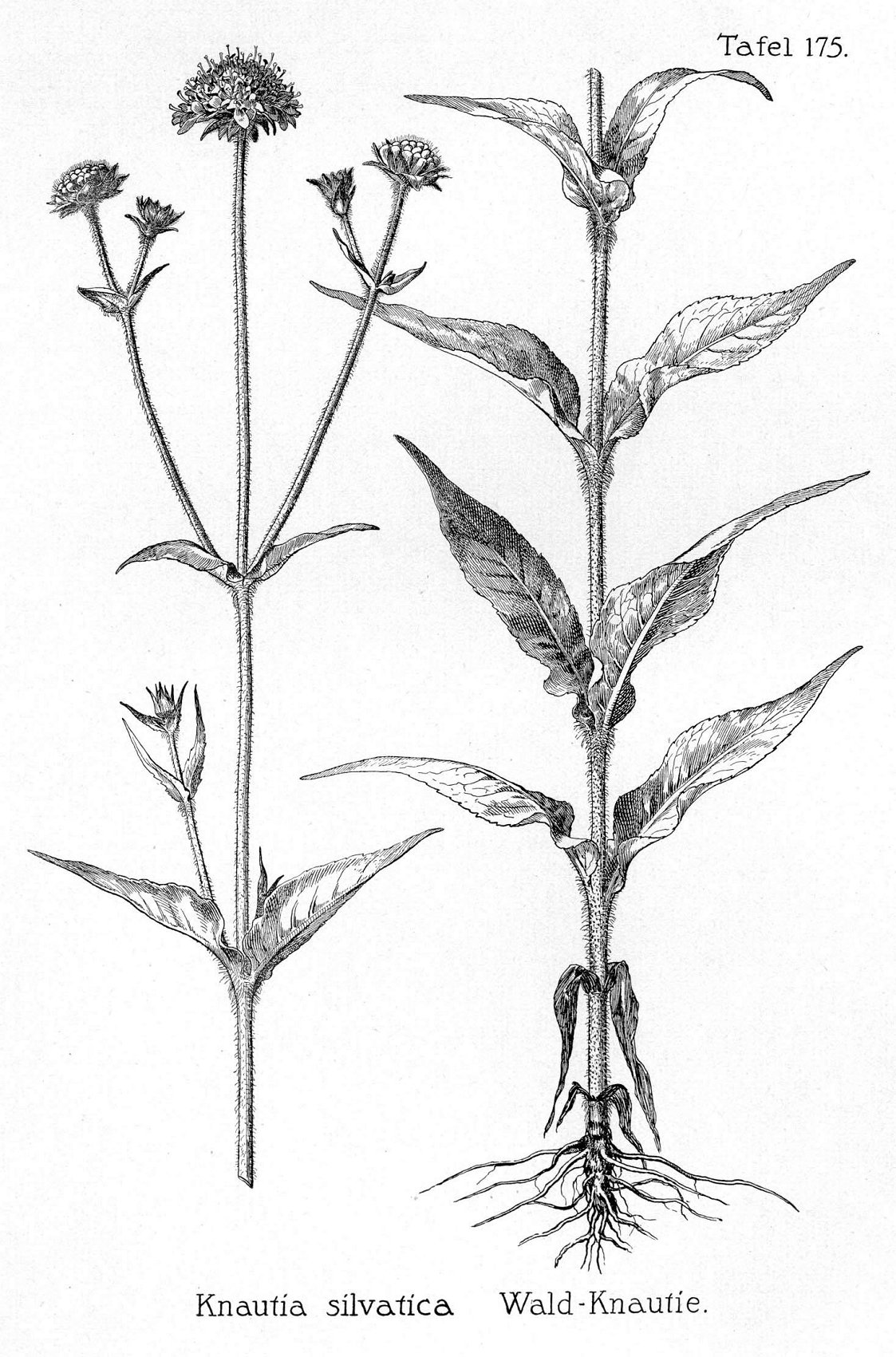
Illustration von Friedrich Oltmanns: Pflanzenleben des Schwarzwaldes, 1927

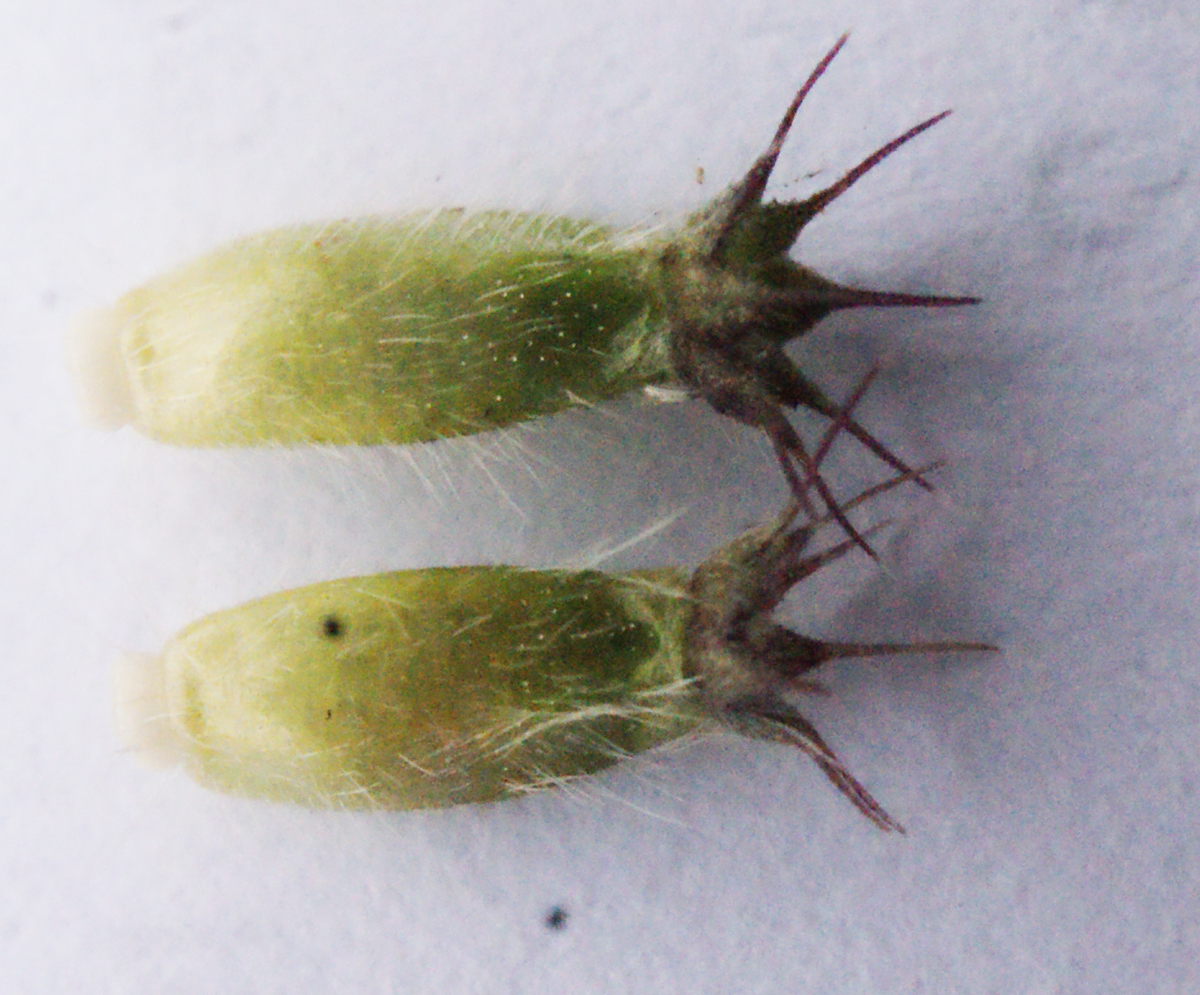
Achänen

Einige Merkmale sind bei den Unterarten beschrieben.

### Vegetative Merkmale
Die Wald-Witwenblume ist eine ausdauernde krautige Pflanze und erreicht Wuchshöhen von 20 bis 100 Zentimetern. Der aufstrebende Stängel ist im oberen Bereich flaumig, kraus und drüsig behaart und besonders unten steif behaart. Als Überdauerungsorgan wird ein Rhizom gebildet, der mit dem Blütentrieb abschließt und zur Blütezeit ist ein Blütenstängel und seitlich davon eine kleine Blattrosette vorhanden.
Die Laubblätter sind gegenständig. Die Blattspreite ist länglich-elliptisch mit entfernt gesägtem Blattrand und verschmälert sich zum Spreitengrund hin lang und schmal stielartig, rau behaart bis fast kahl. Es sind keine Nebenblätter vorhanden.

### Generative Merkmale
In flachen, köpfchenförmigen Blütenständen, die einen Durchmesser von 2,5 bis 4 Zentimetern auf und die eine gemeinsame rau behaarte Hülle umgibt, sind keine Spreublätter enthalten. Die äußeren Hüllblätter sind lanzettlich und bis zu 1,5-mal so lang wie die Blüten.
Die Blüten sind vierzählig. Es sind meist vergrößerte Randblüten vorhanden. Der Kelch besteht aus acht Borsten versehen. Die vier violetten bis rot-lilafarbenen Kronblätter sind zu einer Kronröhre verwachsen, die in vier ungleichen Kronzipfel endet. Die Staubblätter sind frei.
Die einsamigen Schließfrüchte werden Achänen genannt und sind 5 bis 6 Millimeter lang mit 1 bis 2 Millimeter langen Trichomen.
Die Chromosomenzahl beträgt 2n = 40 oder 60.

## Ökologie
Bei der Wald-Witwenblume handelt es sich um einen Hemikryptophyten.
Neben Pflanzenexemplaren mit zwittrigen Blüten gibt es selten auch rein weibliche Exemplare; es liegt also Gynodiözie vor.
Die Bestäubung erfolgt durch Insekten.
Die nussartigen Achänen werden durch Ameisen ausgebreitet (Myrmekochorie).

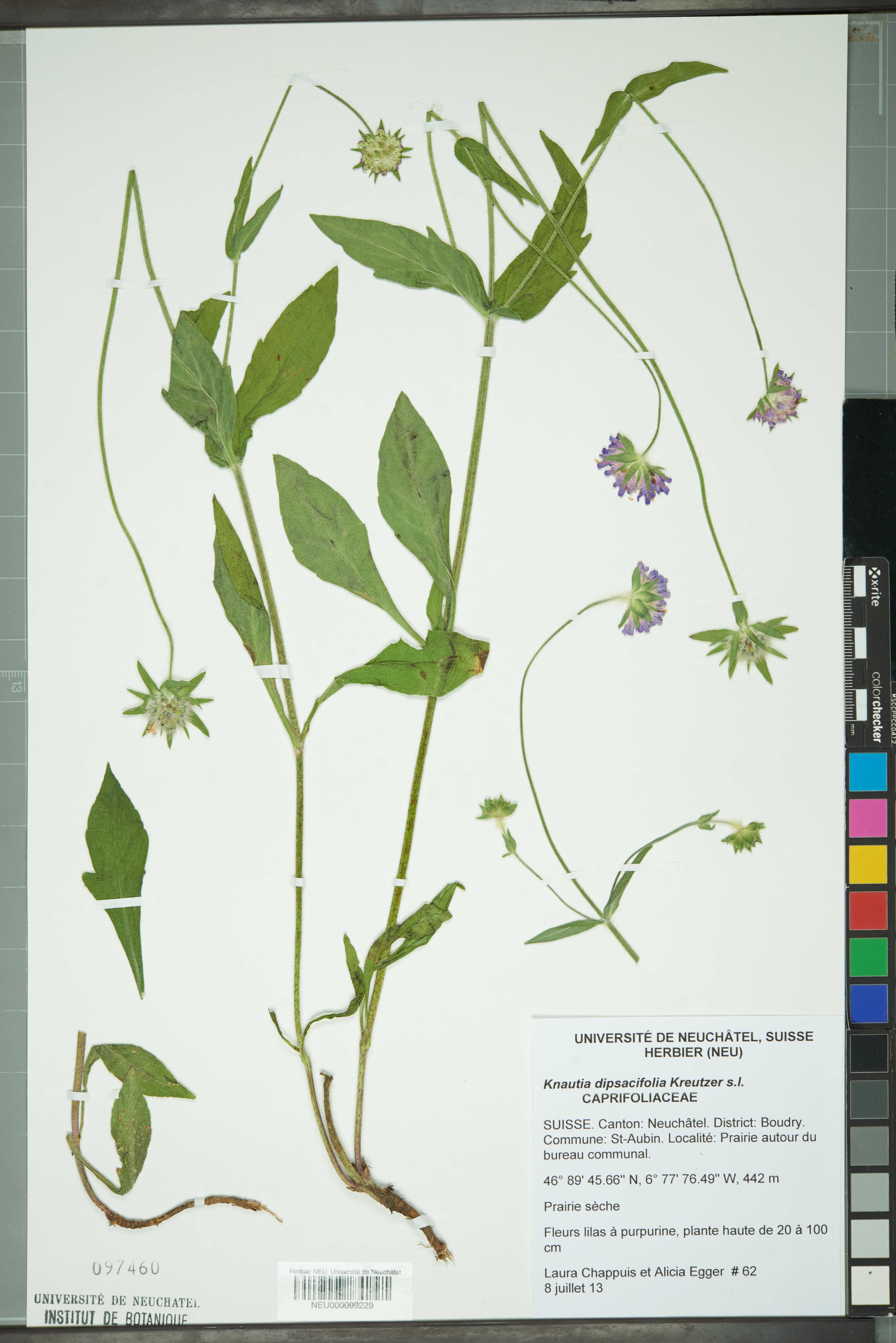
Herbarbeleg (Bitte kein Pflanzenmaterial aus Naturbeständen entnehmen)

## Vorkommen
Für die Unterarten der Wald-Witwenblume gibt es die Fundortangaben Deutschland, Österreich, Liechtenstein, Schweiz, Italien, Monaco, Frankreich, Luxemburg, Belgien, Estland, Litauen, Polen, Tschechien, Slowakei, Ungarn, Slowenien, Serbien, Kosovo, Kroatien, Montenegro, Rumänien, Albanien, Griechenland, Spanien, Gibraltar, Andorra, die Ukraine und die Krim.
Die Wald-Witwenblume ist vor allem in den Alpen und Pyrenäen in Höhenlagen von 400 bis 2100 Metern zu finden. Sie kommt ziemlich häufig in Staudenfluren, im Saum montaner Auenwälder, an schattigen Wald- und Wegrändern und in hochmontanen Hochstaudenfluren vor. Sie gedeiht meist auf feuchten, lockeren, meist steinigen Böden in kühleren, luftfeuchten Standorten. Nach Ellenberg ist sie eine Halbschattenpflanze, subozeanisch verbreitet und eine Verbandscharakterart der Mittelklee-Krautsäume (Trifolion medii). Nach Oberdorfer kommt sie vor allem in Saumgesellschaften des Arunco-Petasition und des Alliarion vor, aber auch im Alnion, auch im feuchten Quercion roboris und in Hochlagen auch im Caricion ferrugineae oder im Calamagrostion arundinaceae. In den Allgäuer Alpen steigt sie am Kugelhorn in Bayern bis zu einer Höhenlage von 2090 Metern auf.

## Systematik und Verbreitung
Die Erstbeschreibung von Knautia dipsacifolia erfolgte 1840 durch Karl Joseph Kreutzer in Anthochronologion, S. 125, 223. Synonyme für Knautia dipsacifolia Kreutzer sind: Trichera sylvatica (L.) Schrad., Knautia sylvatica auct. non (L.) Duby, Scabiosa pubescens Willd., Knautia chabertii Szabó, Scabiosa dipsacifolia Host, Scabiosa dipsacifolia Schrank, Knautia arvensis subsp. sylvatica (L.) Bonnier & Layens, Knautia sylvatica (L.) Duby var. sylvatica.
Knautia dipsacifolia ist eine sehr formenreiche Art. Besonders die Ausgestaltung der Laubblätter, die Behaarung des Stängels und die Blütenfarbe können sehr variabel sein.
Es gibt etwa sieben Unterarten, in Europa kommen folgende vor:
- Knautia dipsacifolia subsp. catalaunica (Szabó) O.Bolòs, Vigo, Masalles & Ninot (Syn.: Knautia catalaunica Szabó): Sie hat seit 1990 den Rang einer Unterart und kommt nur in Spanien vor.[5]
- Gewöhnliche Wald-Witwenblume[8] (Knautia dipsacifolia subsp. dipsacifolia, Syn.: Knautia sendtneri Brügger, Knautia arvensis subsp. dipsacifolia (Host) F.W.Schultz)[9]:
  - Meistens kräftig-robuste Pflanze. Der Stängel ist in seinem unteren Teil wie die elliptisch-lanzettlichen Blätter steif behaart. Der Blattrand ist mehr oder weniger gezähnt. Die oberen Stängelblätter besitzen einen breit abgerundeten Grund und sind halbstängelumfassend. Die Köpfchentstiele sind meist stieldrüsig. Die Blütenkrone ist überwiegend bläulich-violett bis zartlila. Die Chromosomenzahl beträgt 2n = 40 oder 60.[3][10][11]
  - Sie kommt in Deutschland, in der Schweiz, Liechtenstein, Österreich, in der Slowakei, Tschechien, im früheren Jugoslawien, Frankreich mit dem Kanalinseln, Monaco, Ungarn, Italien, Polen sowie Rumänien vor.[9]
- Zierliche Wald-Witwenblume[8] (Knautia dipsacifolia subsp. gracilis (Szabó) Ehrend., Knautia gracilis Szabó, Knautia cuspidata Jord., Knautia sylvatica var. cuspidata (Jord.) Briq., Knautia sylvatica var. dolichophylla Briq.)[12]:
  - Meistens zierliche, schlanke Pflanze. Die Blattspreiten sind lanzettlich. Die oberen Laubblätter besitzen meist einen verschmälerten Grund und sind sitzend. Die mittleren Internodien sind meist unbehaart. Die Köpfchenstiele sind (meist) wenig drüsig bis drüsenlos. Die Blütenkrone ist überwiegend bläulich-violett bis zartlila. Die Chromosomenzahl beträgt 2n = 40.[3][10][11][13]
  - Sie kommt in Deutschland[13] und Frankreich vor.[12] In Deutschland gilt sie als stark gefährdet.[13]
- Knautia dipsacifolia subsp. lancifolia (Heuff.) Ehrend. (Syn.: Knautia lancifolia (Heuff.) Simonk., Knautia dominii Klášt., Knautia sylvatica var. lancifolia Heuff.): Sie kommt in Rumänien und im früheren Jugoslawien vor.[5]
- Knautia dipsacifolia subsp. pocutica (Szabó) Ehrend.: Sie kommt in Polen und in Rumänien vor.[5]
- Savoyer Witwenblume bzw. Lemanische Witwenblume (Knautia dipsacifolia subsp. sixtina (Briq.) Ehrend., Knautia sixtina Briq.)[14]:
  - Sie kommt in der Schweiz, in Frankreich und vielleicht in Italien vor.[14] Sie ist ein Endemit in den Westalpen. Für die Schweiz gibt es Fundangaben im Kanton Wallis, für Frankreich in den Départements Haute-Savoie sowie Isére und für Italien (gelten die Angaben als falsch bestimmt) in den Provinzen Aosta sowie Cuneo.[15]
- Knautia dipsacifolia subsp. turocensis (Borbás) Kiss (Syn.: Knautia sylvatica var. turocensis Borbás): Sie kommt in Tschechien, in Polen, Ungarn, in der Slowakei und in Rumänien vor. vor.[5]